# Detlev Buchholz
Detlev Buchholz (Danzica, 31 maggio 1944) è un fisico tedesco che si occupa di teoria quantistica dei campi e della sua formulazione algebrica.

## Biografia
Buchholz ha iniziato a studiare fisica all'Università di Hannover nel 1963. Dopo essersi laureato nel 1965, si è trasferito ad Amburgo per continuare gli studi, ottenendo la laurea di secondo livello nel 1968. Successivamente ha proseguito gli studi di dottorato ad Amburgo e dal 1970 e il 1971 è stato in visita all'Università della Pennsylvania. Dopo aver conseguito il dottorato in fisica all'Università di Amburgo nel 1973 sotto la supervisione di Rudolf Haag, ha continuato a lavorare come assistente di ricerca. Il tempo ad Amburgo è stato interrotto da diversi soggiorni in centri di ricerca all'estero: dal 1974 al 1975 si è trasferito al CERN e dal 1978 al 1979 ha ottenuto una borsa di studio Max Kade presso l'Università della California - Berkeley. Nel 1977 ha ottenuto l'abilitazione tedesca ad Amburgo e nel 1979 è diventato professore. Nel 1997 si è trasferito all'Università di Göttingen, dove è rimasto fino alla pensione nel 2010. Attualmente continua ad essere attivo nella ricerca come professore emerito.
Buchholz ha contribuito alla fisica quantistica relativistica e alla teoria quantistica dei campi, specialmente nell'area della sua formulazione algebrica. Utilizzando i metodi della teoria di Tomita-Takesaki ha ottenuto la proprietà di divisione dalle condizioni di nuclearità, un risultato importante sulla località della teoria. I suoi contributi includono il concetto di infraparticelle.

## Premi e onorificenze
Nel 1977 Detlev Buchholz ha vinto, insieme a Gert Strobl, il premio per la fisica della German Physical Society (oggi conosciuto come premio Gustav-Hertz) e nel 1979, il premio per la fisica dell'Accademia delle scienze di Gottinga. Nel 1995 Buchholz ha ricevuto il Japanese-German Research Award della Società Giapponese per la Promozione della Scienza e della Fondazione Alexander von Humboldt. Nel 1998 è stato invitato a tenere una conferenza al Congresso internazionale dei matematici a Berlino. Buchholz è stato caporedattore della rivista scientifica di fisica matematica Reviews in Mathematical Physics. Nel 2008 ha ricevuto la medaglia Max Planck per i contributi eccezionali alla teoria quantistica dei campi.

## Pubblicazioni
- (DE) Detlev Buchholz, Quantenfeldtheorie ohne Felder, in Physik Journal, vol. 7, n. 8/9, 2008,  pp. 45-50. (Articolo sulla vincita della medaglia Max Planck.)
- (EN) Detlev Buchholz, Algebraic Quantum Field Theory: A Status Report, 13th International Congress in Mathematical Physics (ICMP 2000), July 2000,  pp. 1-18, arXiv:math-ph/0011044.
- (EN) Detlev Buchholz e Rudolf Haag, The Quest for understanding in relativistic quantum physics, in Journal of Mathematical Physics, vol. 41, n. 6, 2000,  pp. 3674-3697, DOI:10.1063/1.533324, arXiv:hep-th/9910243.
- (EN) Detlev Buchholz, Current trends in axiomatic quantum field theory, in Lecture Notes in Physics, vol. 558, 2000,  pp. 43-64, arXiv:hep-th/9811233.